# كارل فالكنبيرغ
كارل فالكنبيرغ (بالألمانية: Karl Falkenberg)‏ هو ممثل نمساوي، (ولد في القيصرية الألمانية 1887 – 1936 م).

## وصلات خارجية
- كارل فالكنبيرغ على موقع IMDb (الإنجليزية)
- كارل فالكنبيرغ على موقع قاعدة بيانات الفيلم (الإنجليزية)